# 젬 앤 더 홀로그램
《젬 앤 더 홀로그램》(영어: Jem and the Holograms)은 2015년 공개된 미국의 뮤지컬 판타지 드라마 영화이다. 환상의 가수 젬을 실사 영화화하였다.
2015년 10월 23일 유니버설 픽처스에 의해 극장 개봉되었다. 이 영화는 재정적 실패로 500만 달러의 예산으로 전 세계적으로 230만 달러의 수익을 올렸고 비평가들로부터 엇갈린 평가를 받았다.

## 줄거리
제리카 벤턴은 이모 베일리, 동생 킴버, 가정 위탁으로 함께 자란 에이자, 샤나와 함께 살고 있다. 이들은 종종 음악 연주와 화려한 옷차림을 영상으로 기록하지만, 소심한 제리카는 노래하는 모습은 찍히길 꺼린다.
그러나 돈 문제로 집이 경매에 넘어갈 위기에 처하자 제리카는 스트레스를 발산하기 위해 가발을 쓰고 화장을 하고 자작 노래를 부르는 영상을 찍는다. 킴버가 유튜브에 올린 이 영상은 하루 만에 엄청난 조회수를 기록한다. 제리카는 스타라이트 프로덕션으로부터 음반 계약 제안을 받아 자매들과 함께 로스앤젤레스로 향해 그곳에서 음반 제작자 에리카 레이먼드와 그녀의 아들 리오를 만난다. 에리카는 제리카를 잠재적 슈퍼스타로 여기며 특별한 관심을 보인다.
로스앤젤레스에 정착한 소녀들은 사망한 아버지 에밋이 만든 작은 로봇 시너지의 인도로 함께 물건 찾기 게임를 하게 된다. 각 단서는 제리카가 에밋과 함께 했거나 함께 하고 싶었던 일들을 상징하며, 최종 목표는 시너지가 온전하게 작동되기 위해 필요한 부품들을 찾는 것이다.
리오와 제리카가 서로에게 호감을 느끼자 에리카는 이를 못마땅해하며 리오를 다른 가수에게 붙이려 한다. 집이 경매에 넘어갈 위기에 처하자 제리카는 에리카에게 선불을 요구하고, 에리카는 자매들을 버리고 솔로로 활동하면 도와주겠다고 제안한다. 제리카는 베일리와 자매들에게 도움이 될 것이라 믿고 이를 수락하지만 이 사실을 안 자매들은 실망하여 떠나버린다. 후회한 제리카는 예전에 에밋, 킴버와 살았던 집을 찾아가고, 자매들과 화해한 후 물건 찾기 게임을 완성하기로 결심한다.
리오도 합류하고, 이들은 마지막 부품이 에밋의 유품인 귀걸이임을 알게 된다. 하지만 이 귀걸이는 에리카가 가져가서 스타라이트 사무실에 보관하고 있어, 이들은 스타라이트에 침입한다. 되찾은 귀걸이로 시너지를 작동시킨 이들은 에밋의 홀로그램 메시지를 받는다. 이들은 또한 리오의 아버지 유언장을 발견하고, 리오가 스타라이트 대주주이며 이에 따라 회사 전권 역시 리오에게 있다는 사실을 알게 된다.
마침내 집을 지키고 무대에 오른 제리카와 자매들은 '젬 앤드 더 홀로그램스'라는 이름으로 공연을 한다.
한편 스타라이트에서 해고된 에리카는 쓰레기장에서 펑크 스타일의 젊은 여성들을 만나 젬에게 대적할 밴드를 만들자고 설득한다. 이들의 리더인 피자즈는 젬과 리오가 데이트한다는 사실을 알게 되자 에리카를 트레일러 안으로 데려간다. 이들의 트레일러 측면에는 '미스피츠'라는 이름이 적혀있다.

## 출연진
- 오브리 피플스 - 제리카 "젬" 벤턴 역
  - 이저벨라 라이스 - 어린 제리카 역
- 스테퍼니 스콧 - 킴버 벤턴 역
- 헤일리 키요코 - 에이자 리스 역
- 오로라 페리노 - 샤나 엘름스퍼드 역
  - 윈터 페리노 - 어린 샤나 역
- 줄리엣 루이스 - 에리카 레이먼드 역
- 라이언 구즈먼 - 마리오 "리오" 레이먼드 역
- 몰리 링월드 - 베일리 역
- 라이언 핸슨
- 케샤
- 하나 메이 리
- 케이티 핀들리
- 에이사 곤살레스
- 지미 팰런
- 드웨인 존슨
- 얼리샤 키스
- 크리스 프랫
- 니컬러스 브론
- 아리아나 그란데
- 브리타 필립스